# Ołeksandr Kobeć
Ołeksandr Ihorowycz Kobeć (ukr. Олександр Ігорович Кобець; ur. 15 kwietnia 1996 w Nowomoskowsku) – ukraiński koszykarz, występujący na pozycji rzucającego obrońcy, reprezentant kraju.
W 2018 reprezentował Chicago Bulls podczas rozgrywek letniej ligi NBA w Las Vegas.

## Osiągnięcia
Stan na 30 kwietnia 2022, na podstawie, o ile nie zaznaczono inaczej.

### Drużynowe
- Mistrz Ukrainy (2018)
- Finalista Pucharu Ukrainy (2021)

### Indywidualne
- Uczestnik Eurocampu (2015, 2016)

### Reprezentacja
Seniorska
- Uczestnik europejskich kwalifikacji do mistrzostw świata (2017 – 16. miejsce)

Młodzieżowe
- Wicemistrz Europy U–18 dywizji B (2014)[3]
- Uczestnik:
  - uniwersjady (2017 – 15. miejsce)
  - mistrzostw Europy:
    - U–20 (2015 – 12. miejsce, 2016 – 8. miejsce)
    - U–18 (2013 – 14. miejsce)
    - U–16 (2012 – 12. miejsce)

  - turnieju Alberta Schweitzera (2014 – 6. miejsce)
- Zaliczony do I składu mistrzostw Europy U–18 dywizji B (2014)[3]